# Faipule
Een faipule is een Tokelaus politicus die de functie van een soort dorpschef van zijn thuisatol ex officio combineert met die van minister in de nationale regering ofte Raad voor het Doorgaand Bestuur van Tokelau. Op de drie atollen wordt elke drie jaar tegelijk een faipule verkozen, die vervolgens gedurende één jaar van zijn ambtstermijn ook automatisch premier (Ulu-o-Tokelau) wordt van het territorium. Er is dus sprake van een rotatiesysteem waarbij elk atol om de drie jaar de premier levert.
Naast de drie faipule bestaat de regering ook uit de drie pulenuku of burgemeesters. Zij hebben echter geen portefeuille. 
De premier is ex officio minister van Buitenlandse Zaken, minister voor het Tokelaus Parlement en Kabinet, minister van Jeugd, Sport, Cultuur en Vrouwenzaken, minister van Nationale Publieke Dienstverlening, minister van Justitie en minister van Uitzendingen (i.c. radio).

## Faipule2010-2011
- Atafu: Kuresa Nasau (premier plus minister van Economische Ontwikkeling, Natuurlijke Hulpbronnen en Milieu en Onderwijs)
- Fakaofo: Foua Toloa (minister van Financiën, Openbare Voorzieningen en Transport)
- Nukunonu: Pio Tuia (minister van Volksgezondheid en Ondersteunende Diensten)